# Фравита
Флавий Фравита (Flavius Fravitta; Fravitus; † 402/403 г.) e римски военачалник (magister militum) от вестготски произход в Източната Римска империя през края на 4 и началото на 5 век.

## Биография
Благородникът Фравита е езичник от готите, които император Теодосий I заселва като федерати през 382 г. на Долен Дунав. Тогава той е още много млад, но племенен вожд. Когато през 391 г. някои готи се бунтуват, Фравита е привърженик на римляните и се бие против Ериулф, който се навдигнал против Рим. Жени се за римлянка и се застъпва за асимилирането на готите в Римската империя.
През 395 г. Фравита е направен magister militum и се бие на Изток против бунтовници и крадци. През 400 г. спасява живота на император Аркадий като потушава бунта на Гаинас и създава отново ред в Тракия. За награда той получава правото да упражнява своите религиозни култови практики. През 401 г. Фравита става консул, но скоро попада в дворцовите интриги за могъщество в Константинопол и го съдят за предателство и след това го екзекутират.